# Leucauge lechei
Leucauge lechei este o specie de păianjeni din genul Leucauge, familia Tetragnathidae, descrisă de Strand, 1908.
Este endemică în Madagascar. Conform Catalogue of Life specia Leucauge lechei nu are subspecii cunoscute.